# Praxis der Naturwissenschaften – Physik in der Schule
Praxis der Naturwissenschaften – Physik in der Schule (PdN, PdN-PhiS) war eine Zeitschrift für Didaktik der Physik, die von 2001 bis 2017 im Aulis Verlag erschien. Es gab auch Ausgaben für Chemie und Biologie (Praxis der Naturwissenschaften – Chemie in der Schule, Praxis der Naturwissenschaften – Biologie in der Schule). Es erschienen jeweils acht Ausgaben pro Jahr.
Die Zeitschrift setzte unter fortlaufender Zählung verschiedene, seit 1952 erschienene Vorgängertitel fort. Herausgeber waren (2016) die Professoren Martin Hopf, Rainer Müller, Volkhard Nordmeier, Hartmut Wiesner und Thomas Wilhelm und der Schriftleiter Heiner Schwarze.
Nachdem der Aulis Verlag am 1. Februar 2017 in den Friedrich Verlag aufgegangen war, wurde die Zeitschriftenreihe Praxis der Naturwissenschaften eingestellt.